# Cynthia Collu
Cynthia Collu (Milano, ...) è una scrittrice italiana.

## Biografia
Nata e cresciuta a Milano, dove vive e lavora tuttora.  Artista a tutto tondo: ha frequentato l'Accademia serale di Brera, la scuola di scrittura Bachmann e seguito corsi di teatro con Claudio Orlandini.
Nel 2007, Collu si aggiudica il Premio Arturo Loria nella sezione inediti, con l'opera Un tappo nelle nuvole, e nel 2008, il Premio letterario Castelfiorentino, nella sezione inediti, con l'opera ''Su Biccu/L'angolo''. Esordisce nel 2009, con il romanzo Una bambina sbagliata, per Mondadori. Il romanzo si aggiudica il Premio Berto per l'opera prima. Nel 2010, è la volta del racconto lungo La guerra di Beba, secondo classificato nel Premio Elsa Morante sezione inediti, VII edizione, edito da Senzapatria Editore, che racconta la storia di una donna e di una gatta dispettosa, che sembrerebbe complottare per allontanarla dal suo uomo.  Nel 2015, sempre per Mondadori, esce il suo secondo romanzo, Sono io che l'ho voluto, che nel 2018 ha vinto il Premio Speciale della Critica Pegasus Città di Cattolica ed è risultato, sempre nel 2018, vincitore del Premio Letterario "Essere donna oggi". Nell'ottobre 2019 esce il suo terzo romanzo, L'amore altrove con DeA Planeta Editore.
Suoi racconti, editi in antologie ("Il figlio",Fiocco rosa per Fernandel e "Il cielo sopra Ustica", La morte nuda per Galaad) e riviste (Linus e L'accalappiacani), si sono anche aggiudicati premi letterari.
Il suo romanzo, L'amore altrove, è stato candidato al Premio Strega 2020, con la presentazione di Ferruccio Parazzoli e ha vinto il Premio "La Navicella Sardegna" 2020, Premio dato a chi promuove la Sardegna e la sua cultura nel mondo.

## Opere

### Romanzi
- Una bambina sbagliata, Milano, Mondadori, 2009. (Vincitore del Premio Berto)
- Sono io che l'ho voluto, Milano, Mondadori, 2015. (Vincitore Premio Speciale della Critica per il Premio Letterario Internazionale Città di Cattolica 2018)
- L'amore altrove, Milano, DeA Planeta, 2019 (candidato al Premio Strega 2020)

### Racconti
- Un tappo nelle nuvole, 2007 (vincitore del Premio Arturo Loria).
- Su Biccu/L'angolo, 2008 (vincitore del Premio letterario Castelfiorentino).
- Il velo, 2008, collana Lingua Madre, Edizioni Seb
- Il figlio, 2009, Antologia "Fiocco rosa", Fernandel editore.
- La guerra di Beba, Roma, Senzapatria Editore, 2010.
- Il cielo sopra Ustica, Antologia "La morte nuda", Galaad Edizioni, 2013.
- Il club delle Libellule, Antologia "Free Zone", Echos Edizioni, 2017.
- La stazione, Collana "Coup de foudre", Aulino editore..
- L'altro, Autori vari, 2024